# Gevokizumab
Le gevokizumab (ou XOMA 052) est un anticorps monoclonal dirigé contre la fraction bêta de l'interleukine 1 et en cours de test comme médicament, administrée sous forme d'injection mensuelle. 
Il est encours de test dans le diabète de type 1 et de type 2, la polyarthrite rhumatoïde et dans les maladies cardio-vasculaires.
Lors des formes résistantes d'uvéites de la maladie de Behcet, il permet l'amélioration des symptômes.
Il améliore l'équilibre glycémique lors d'un diabète de type 2.